# Regretting motherhood
Regretting motherhood (deutsch: „Bedauern der Mutterschaft“) beschreibt den anhaltenden Zustand, in dem Frauen bedauern, Mütter geworden zu sein, und die Rolle als Mutter negativ erleben. Dieser Begriff wurde 2015 von der israelischen Soziologin Orna Donath geprägt, die in ihrer Studie Regretting Motherhood: A Sociopolitical Analysis diese Thematik erstmals systematisch und soziologisch in einem wissenschaftlichen Kontext analysierte.

## Gründe für Regretting Motherhood
Laut einer deutschen Studie von YouGov aus dem Jahr 2015 gaben 20 % der insgesamt 2045 befragten Eltern an, dass sie die Entscheidung, Kinder zu bekommen, bereuen. Die Ursachen für dieses Bedauern lassen sich auf verschiedene innere und äußere Faktoren zurückführen.
Ein wesentlicher äußerer Faktor ist die gesellschaftliche Erwartungshaltung, die Frauen eine bestimmte Rolle als Mutter zuschreibt. Mutterschaft wird häufig idealisiert und es besteht der Druck, Beruf, persönliche Entwicklung und Familienleben miteinander zu vereinen. Diese hohen Anforderungen können zu Überforderung und Frustration führen, insbesondere wenn es an Unterstützung durch den Partner, der Familie oder gesellschaftlichen Institutionen fehlt. Ohne ein unterstützendes Netzwerk aus Familie, Freunden oder Betreuungseinrichtungen fühlen sich Mütter mit ihrer Verantwortung alleingelassen. Besonders alleinerziehende Mütter stehen häufig unter finanziellen Druck, was den Stress weiter verstärken kann. Auch die mangelnde gesellschaftliche Wertschätzung der Care-Arbeit kann dazu beitragen, dass Frauen ihre Mutterschaft als unerfüllt empfinden. Wenn ihre Leistungen als selbstverständlich angesehen werden und es an Anerkennung und Wertschätzung durch den Partner oder das soziale Umfeld fehlt, kann das belastende Gefühl verstärkt werden. Die ungleiche Aufgabenverteilung in der Familie ist ebenso ein Faktor. In vielen Fällen tragen Mütter die Hauptverantwortung für die Kindererziehung, den Haushalt und die Organisation des Alltages, während Väter häufig weniger eingebunden sind.  Frauen, die sich alleingelassen fühlen oder Schwierigkeiten damit haben, sich außerhalb der Mutterrolle selbst zu verwirklichen, können ihre Entscheidung zur Mutterschaft bereuen.
Neben diesen gesellschaftlichen Rahmenbedingungen spielen auch individuelle psychologische Faktoren eine Rolle. Erlebte Kindheitstraumata oder unsichere Bindungserfahrungen können das Muttersein beeinflussen. Frauen, die selbst keine stabilen oder positiven Eltern-Kind-Beziehungen erlebt haben, empfinden die Mutterschaft möglicherweise als besonders herausfordernd. Zudem können persönliche Eigenschaften wie ein stark ausgeprägtes Autonomiebedürfnis dazu führen, dass sich Mütter in ihrer Rolle eingeschränkt und fremdbestimmt fühlen, da durch die dauerhafte Betreuung der Kinder häufig wenig Zeit für die eigenen Bedürfnisse, Hobbys oder Karriereträume bleibt. Des Weiteren kann ein übermäßiger Perfektionismus dazu führen, dass Mütter sich selbst unter Druck setzen, in allen Bereichen perfekte Leistungen zu erbringen. Zudem fällt es vielen Frauen schwer, ihre eigenen Bedürfnisse wahrzunehmen und sich aktiv Zeit für sich selbst zu nehmen. Diese mangelnde Selbstfürsorge kann dazu führen, dass Mütter sich in ihrer Rolle verlieren und zunehmend unglücklicher werden. Zudem können Unsicherheit und das mangelnde Vertrauen in die eigene Kompetenz das Gefühl verstärken, der Mutterschaft nicht gerecht zu werden, was in manchen Fällen zu einer tiefen Reue führen kann.
Ein weiterer Einflussfaktor ist die Transgenerationale Weitergabe von Traumata. Dies sind psychologische Belastungen, die über Generationen hinweg weitergegeben werden. Frauen, die Verlusterfahrungen oder belastende Familiengeschichten mit sich tragen, können sich in der Mutterrolle unwohl oder emotional überfordert fühlen, was das Risiko für das Bereuen der Mutterschaft erhöht.
Unabhängig von diesen Faktoren kann es auch zu einer inneren Ablehnung der Elternrolle kommen.

## Folgen von Regretting Motherhood
Frauen, die von Regretting Motherhood betroffen sind, kämpfen häufig mit intensiven Schuld- und Schamgefühlen, da das Eingeständnis dieser Empfindungen in der Gesellschaft tabuisiert ist. Diese inneren Konflikte führen zu anhaltendem Stress und können das Risiko für psychische Erkrankungen wie Depressionen oder Angststörungen erhöhen. Zudem fühlen sich viele Frauen von der Gesellschaft missverstanden, was zu sozialer Isolation führen kann. Aus Angst vor Verurteilung behalten sie ihre Gefühle für sich, was wiederum Einsamkeit und das Gefühl des Alleinseins verstärken kann.
Mütter, die ihre Mutterschaft bereuen, können unbewusst Verhaltensweisen an den Tag legen, die das emotionale Wohlbefinden ihres Kindes beeinträchtigen. Dazu zählen emotionale Distanz, Ungeduld oder Gereiztheit im Umgang mit dem Kind. Solche Verhaltensweisen können beim Kind zu Gefühlen der Unsicherheit, des mangelnden Selbstwertes und emotionaler Vernachlässigung führen. Besonders kritisch ist, dass diese emotionale Belastung die Entwicklung einer sicheren Bindung zwischen Mutter und Kind erschwert. Eine unsichere oder ambivalente Bindung kann langfristig die emotionale und soziale Entwicklung des Kindes negativ beeinflussen. In manchen Fällen übernehmen die Kinder unbewusst die emotionale Rolle eines Trösters oder Stabilisators für ihre Mutter. Diese verfrühte Übernahme von Verantwortung, auch Parentifizierung genannt, kann ihre Entwicklung hemmen und zu langfristigen psychischen Belastungen führen. Aus diesen Gründen ist es wichtig, dass betroffene Mütter ihre eigenen Gefühle reflektieren und sich gegebenenfalls professionelle Unterstützung suchen, um die Beziehung zu ihrem Kind positiv zu gestalten und dessen Entwicklung zu fördern.

## Gesellschaftlicher und kultureller Rahmen
Im 19. Jahrhundert entstand in Westeuropa das Leitbild der nicht erwerbstätigen Mutter, für die die Mutterschaft, die Kindererziehung und die Haushaltsführung die zentralen Lebensaufgaben darstellen. Diese Vorstellungen sind auch heute noch präsent. Frauen, die sich diesem Ideal nicht anpassen, werden häufig stigmatisiert. Sie werden entweder als Rabenmütter bezeichnet, wenn sie erwerbstätig bleiben, oder als unproduktiv, wenn sie zuhause bleiben.
In den 1950er- und 1960er-Jahren wurde die Mutterschaft im westlichen Deutschland als Essenz der Weiblichkeit betrachtet. Die gesellschaftliche Norm sah vor, dass Frauen verheiratet waren, ihren Beruf nach der Geburt ihres ersten Kindes aufgaben und ihre gesamte Energie in die Erziehung und Versorgung der Kinder investierten. Dabei wurde die Mutterrolle mit Tugenden wie Fürsorglichkeit und Selbstaufopferung idealisiert, was Frauen auf ihre Funktion innerhalb der Familie reduzierte. Wer nicht diesem Rollenbild entsprach, wurde gesellschaftlich ausgegrenzt.
Mit den gesellschaftlichen Umbrüchen der 1970er- und 1980er-Jahren kam es zu einer Veränderung des traditionellen Mutterbildes. Das Drei-Phasen-Modell bot eine neue Perspektive dahingehend, dass Frauen zunächst eine gute Ausbildung abschließen und bis zur Geburt des ersten Kindes berufstätig sein sollten. Daraufhin folgt eine Familienphase, in der sie sich intensiv um die Erziehung der Kinder kümmern sollten, bevor sie schließlich in den Arbeitsmarkt zurückkehren konnten. Dieses Modell versuchte, die Wünsche vieler Frauen nach beruflicher Selbstverwirklichung und einer aktiven Rolle in der Familie in Einklang zu bringen. Es zeigte jedoch auch, wie schwierig es war, die Mutterrolle mit den individuellen Karrierezielen zu vereinen, da gesellschaftliche und wirtschaftliche Strukturen oft unzureichend auf diese Veränderungen reagierten.
In der heutigen Zeit gibt es eine Vielzahl von unterschiedlichen Rollenmodellen, die die Mutterrolle auf vielfältige und individuelle Weise prägen. Immer mehr Frauen verbinden ihre Mutterschaft mit beruflichen Verpflichtungen und stehen vor der Herausforderung, Beruf und Familie in Einklang zu bringen. Die gesellschaftlichen Erwartungen an Mütter sind dabei nach wie vor komplex und reichen von traditionellen Vorstellungen von Fürsorglichkeit bis hin zu modernen Ansprüchen an persönliche Entfaltung und beruflichem Erfolg. Es bestehen Unterschiede zwischen den Generationen dahingehend, dass ältere Personen zu konservativen Familienbildern tendieren während jüngere Generationen flexiblere und egalitärere Vorstellungen vertreten.
Bei der Studie Familienleitbilder aus dem Jahr 2012, die vom Bundesinstitut für Bevölkerungsforschung durchgeführt wurde, gaben 77 % der Befragten an, dass sie persönlich der Meinung sind, die Mütter sollten nachmittags Zeit haben, um ihren Kindern bei den Hausaufgaben zu helfen. Obwohl 79 % der Studienteilnehmer/innen die Erwerbstätigkeit von Müttern grundsätzlich befürworten, nimmt die Zustimmung ab, wenn es um ganztägige Beschäftigung geht, da dies oft als potenziell nachteilig für die kindliche Entwicklung wahrgenommen wird. Hinsichtlich der Karriere zeigt sich, dass Mütter deutlich häufiger berichten, dass sich die Elternschaft negativ auf ihre berufliche Karriere ausgewirkt hat. Gleichzeitig wird die Elternschaft immer stärker idealisiert. Dieser Anspruch, alles richtig zu machen, führt zu einer überhöhten Erwartungshaltung sowohl an die Mütter, als auch an die Väter, was als Professionalisierung der Elternschaft bekannt ist. Besonders Mütter sind zwischen den traditionellen und modernen Vorstellungen hin- und hergerissen. Die Mutterschaft wird in der Gesellschaft oft als widersprüchlich und überfrachtet wahrgenommen, was zusätzlichen Druck auf die Frauen ausübt. Die Antwort auf die Frage, wie eine gute Mutter sein sollte, bleibt letztlich individuell, wird jedoch stark von gesellschaftlichen Idealen und Leitbilder geprägt.

## Medialer Rahmen
Durch die Medien werden häufig stereotype Bilder von Mütter gezeigt, die mühelos die Kinderbetreuung, den Haushalt sowie ihren Beruf vereinen. Diese Darstellungen setzen viele Frauen unter Druck, einem bestimmten Ideal entsprechen zu müssen. Plattformen wie Instagram, Pinterest oder TikTok sind gefüllt mit ästhetisch inszenierten Bildern, die ein idyllisches Familienleben präsentieren und dabei die Herausforderungen des alltäglichen Lebens ausblenden. Diese einseitige Darstellungen können dazu führen, dass Mütter, die Schwierigkeiten oder Zweifel erleben, sich isoliert oder unzulänglich fühlen.
Donaths Studie „Regretting Motherhood“ erhielt besonders in Deutschland viel Aufmerksamkeit und löste eine lebhaft geführte Debatte aus, vor allem unter dem Twitter-Channelnamen „#Regrettingmotherhood“. Frauen berichten unter diesem Hashtag über verschiedene Aspekte, die zu ihren ambivalenten Gefühlen hinsichtlich ihrer Mutterschaft führen.
An Frauen wird gesellschaftlich eine Rollenerwartung gerichtet. Frauen, die ihre Mutterschaft bereuen, werden als nicht-feminin und kaltherzig wahrgenommen. Zudem werden sie sowohl als schlechte Mütter, als auch als schlechte Frauen bezeichnet, da Äußerungen der Reue der Mutterschaft als anormal angesehen wird.
In den letzten Jahren gibt es jedoch vermehrt Bestrebungen, ein authentischeres Bild der Mutterschaft zu vermitteln und die Vielseitigkeit dieser Rolle hervorzuheben. Kampagnen wie „#RealMoms“ von Dove, einer Körperpflegemarke, zeigen die Vielfalt von Müttern und betonen, dass es keinen einheitlichen Weg gibt, um eine gute Mutter zu sein.
Auch in den sozialen Medien verändert sich die Darstellung der Mutterrolle laufend. Die Filmuniversität Babelsberg führt zurzeit ein Forschungsprojekt durch, welches zum Ziel hat zu verstehen, wie die medial vermittelten Bilder das Selbstverständnis von Müttern beeinflussen und welche gesellschaftlichen Erwartungen daraus resultieren. Ein Fokus liegt dabei auf den Herausforderungen, denen junge Mütter in einer digitalisierten Gesellschaft gegenüberstehen sowie auf den potenziellen Traditionalisierungstendenzen, die durch idealisierte Darstellungen von Mutterschaft in sozialen Medien verstärkt werden können. Die Darstellung und Wahrnehmung der Mutterschaft in den sozialen Medien wird durch Visualisierungsstrategien und Narrative von sogenannten Momfluencern, also Mütter, die ihre Mutterrolle in den sozialen Medien präsentieren und kommerzialisieren, analysiert.
Auf der chinesischen Plattform TikTok teilen Mütter unter dem Hashtag „#RegrettingMotherhood“ ihre Erfahrungen und sprechen offen darüber, dass sie die Entscheidung, Kinder zu bekommen, bereuen. Die Beiträge thematisieren oft die Diskrepanz zwischen den gesellschaftlichen Erwartungen an Mütter und der tatsächlichen Erfahrung der Mutterschaft. Häufig genannt werden Überforderung, Identitätsverlust und das Gefühl, in der Mutterrolle gefangen zu sein. Die öffentliche Diskussion über Regretting Motherhood stößt dabei auf geteilte Reaktionen. Während einige Nutzerinnen Erleichterung darin finden, dass ihre Gefühle offen angesprochen werden, gibt es auch Kritik an diesen Äußerungen. Befürworter dieser Debatte argumentieren, dass es wichtig sei, Raum für ehrliche Gespräche über Mutterschaft zu schaffen, um gesellschaftliche Normen und Zwänge zu hinterfragen.

## Studie zu Regretting motherhood
Der Begriff Regretting motherhood wurde durch eine Studie von Orna Donath geprägt. Die Untersuchung basiert auf insgesamt 23 durchgeführte Interviews, die zwischen 2008 und 2011 mit israelischen Müttern durchgeführt wurden. Die Soziologin Donath wählte nur Frauen aus, die auf die Frage „Wenn Sie die Zeit zurückdrehen könnten, mit Ihrem heutigen Wissen und Ihrer Erfahrung, würden Sie dann nochmal Mutter werden?“ mit einem klaren Nein antworteten.

### Stichprobe
Ursprünglich wurden 28 Frauen für die Studie ausgewählt, von denen jedoch fünf ausgeschlossen wurden, da sie keine Reue über ihre Mutterschaft äußerten. Die Teilnehmerinnen wurden über Online-Foren, Mundpropaganda und die Schneeballmethode rekrutiert. Das Alter der Frauen lag zwischen Mitte 20 und Mitte 70 Jahre, wobei fünf von ihnen bereits Großmütter waren. Alle Teilnehmerinnen waren jüdisch, wobei sie sich in ihrer religiösen Zugehörigkeit unterschieden. Fünf bezeichneten sich als Atheistinnen, zwölf als säkular, drei als Angehörige verschiedener religiöser Gemeinschaften und drei gaben an, eine hybride religiöse Identität zu haben. Die Frauen stammten aus verschiedenen sozioökonomischen Schichten und ethnischen Hintergründen. Sieben ordneten sich der Arbeiterklasse zu, vierzehn der Mittelschicht und zwei der Oberschicht. Sechzehn waren aschkenasischer, vier mizrachischer und drei gemischter Herkunft. Die Teilnehmerinnen hatten zwischen einem und vier Kinder im Alter von einem bis 48 Jahren. Acht von den Frauen waren verheiratet oder in einer Partnerschaft, vierzehn geschieden oder getrennt und eine verwitwet. Zwanzig Frauen waren berufstätig oder hatten zuvor gearbeitet, drei waren nicht erwerbstätig.

### Datenerhebung
Die Daten wurden mittels Interviews erhoben, bei denen die Teilnehmerinnen ihre individuellen Erlebnisse und Empfindungen schildern konnten. Durch gezielte Interviewfragen bekam die Autorin Einblicke in die Komplexität der Mutterschaftsreue. Da dies ein sehr sensibles Thema darstellt, fanden die Interviews in einem geschützten und vertrauensvollen Rahmen, wie beispielsweise bei den Teilnehmerinnen zu Hause, statt. Die Auswertung dieser qualitativen Daten erfolgte in Form einer interpretativen und thematischen Analyse, wobei die Aussagen der Teilnehmerinnen kategorisiert wurden. Dadurch konnten wiederkehrende Muster und zentrale Themen identifiziert werden.

### Ergebnisse
Alle befragten Frauen teilen nach eigenen Angaben das ausgeprägte Gefühl, in ihrer Rolle als Mutter gefangen zu sein. Die Frauen gaben an, dass sie ihre Kinder liebten, es aber gleichzeitig hassten, Mütter zu sein. Einige der Frauen sagten aus, dass sie die Mutterschaft bereits in der Schwangerschaft bereut hätten, das Empfinden der Reue wird von ihnen insofern nicht auf die Entwicklung der Kindespersönlichkeit zurückgeführt.
Ein geäußerter Grund für die Reue war das Gefühl, durch die Mutterschaft persönliche Freiheit, Selbstbestimmung und Kontrolle über das eigene Leben verloren zu haben. Einige Teilnehmerinnen berichteten, dass sie sich in der Mutterschaft nicht wiederfanden und sie durch gesellschaftliche Normen und Erwartungen in diese Rolle gedrängt wurden. Trotz dieser negativen Gefühle nannten die Frauen auch positive Aspekte der Mutterschaft, wie die persönliche Reife, bereichernde Erfahrungen und soziale Akzeptanz in der israelischen Gesellschaft.

## Die Studie im Kontext der wissenschaftlichen Forschung
Andere Studien bestätigen, dass das Ausbleiben von Glücksgefühlen nach einer Entbindung nichts Ungewöhnliches ist: 10 bis 20 Prozent aller Wöchnerinnen leiden unter postpartalen Stimmungskrisen, einige von ihnen sogar an Depressionen. Diese Missstimmungen sind allerdings zumeist nicht so nachhaltig wie die Reuegefühle, von denen Donath berichtet.
W. Keith Campbell und Jean Twenge entdeckten bereits 2003 bei der Auswertung von 97 Studien zum Thema Elternschaft die folgende Entwicklung: Wer Kinder bekommt, sei in den ersten Jahren durchschnittlich unglücklicher als Kinderlose. In der Grundschulzeit gebe es ein kurzes Hoch, das zur Pubertät wieder absinke. Erst wenn die Kinder aus dem Haus seien, seien Eltern glücklicher als Gleichaltrige ohne Nachwuchs.
Diese Beobachtung machten auch Forscher des Max-Planck-Instituts für demografische Forschung in einer Studie, der die Daten von 200.000 Erwachsenen aus 86 Staaten zugrunde lagen. Ab dem Alter von 40 Jahren bedeuten demnach Kinder mehr Lebensglück. Je mehr Kinder jemand habe, desto höher sei das Glücksempfinden, allerdings erst dann, wenn sie nicht mehr kleine Kinder haben. Ein durchschnittlich höheres „Glückslevel“ als bei lebenslang Kinderlosen sei bei Eltern von vier und mehr Kindern allerdings nicht festzustellen, auch nicht in fortgeschrittenem Alter. Eine Studie, für die die gleichen Autoren mehr als 2000 deutsche Teilnehmer befragten, kam zu folgenden Resultaten: Nach der Geburt des ersten Kindes erlebten 70 % der Eltern eine Verringerung ihrer Lebensqualität, bei mehr als einem Drittel der Eltern stürzte der auf einer Skala von 0 (völlig unzufrieden) bis 10 (völlig zufrieden) ermittelte Wert um 2 oder mehr Punkte ab, stärker als das im Durchschnitt bei Schicksalsschlägen wie dem Tod des Partners ermittelt wird.

## Rezeption der Studie in der Öffentlichkeit
Ihren Roman Mädchen für alles bezeichnet die Autorin Charlotte Roche ausdrücklich als Verarbeitung der Studie „Regretting Motherhood“.
Der Tectum Verlag bewirbt das im Herbst 2015 erschienene Sachbuch „Mütterterror. Angst, Neid und Aggressionen unter Müttern“ von Christina Mundlos mit den Worten: Zu den Hintergründen von „Regretting Motherhood“: »Die Autorin über die fatale Wahl zwischen Rabenmutter und Superglucke: Schluss mit dem schlechten Gewissen!« (EMMA).